# 大黒繁男
大黒繁男（おおぐろ しげお、1925年（大正14年）5月20日 - 1944年（昭和19年）10月25日）は、日本海軍の戦闘機パイロット。初の神風特別攻撃隊の一隊である「敷島隊」に五番機として参加し、死後「敷島隊五軍神」の1人として顕彰された。このときの敷島隊の攻撃でアメリカ海軍の護衛空母セント・ローを撃沈した。

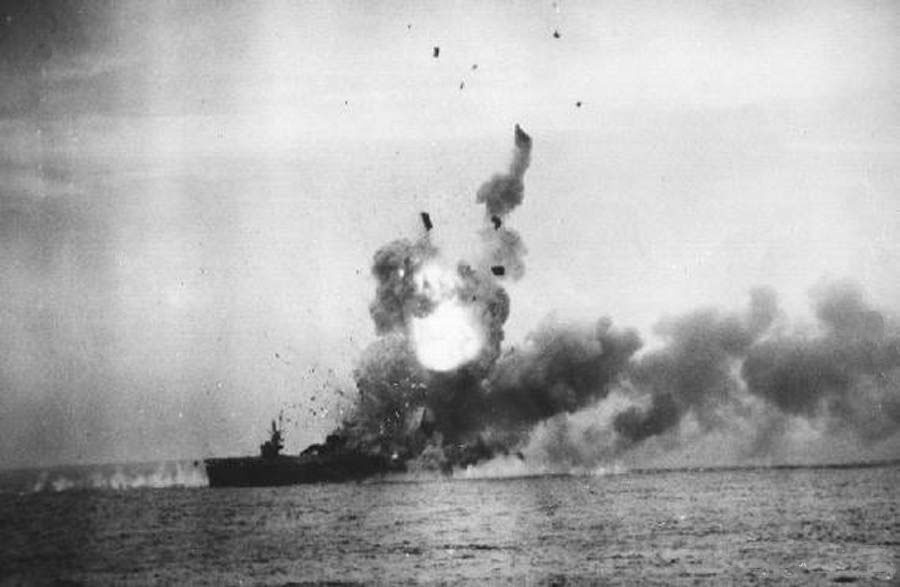
特攻機が突入したセント・ロー

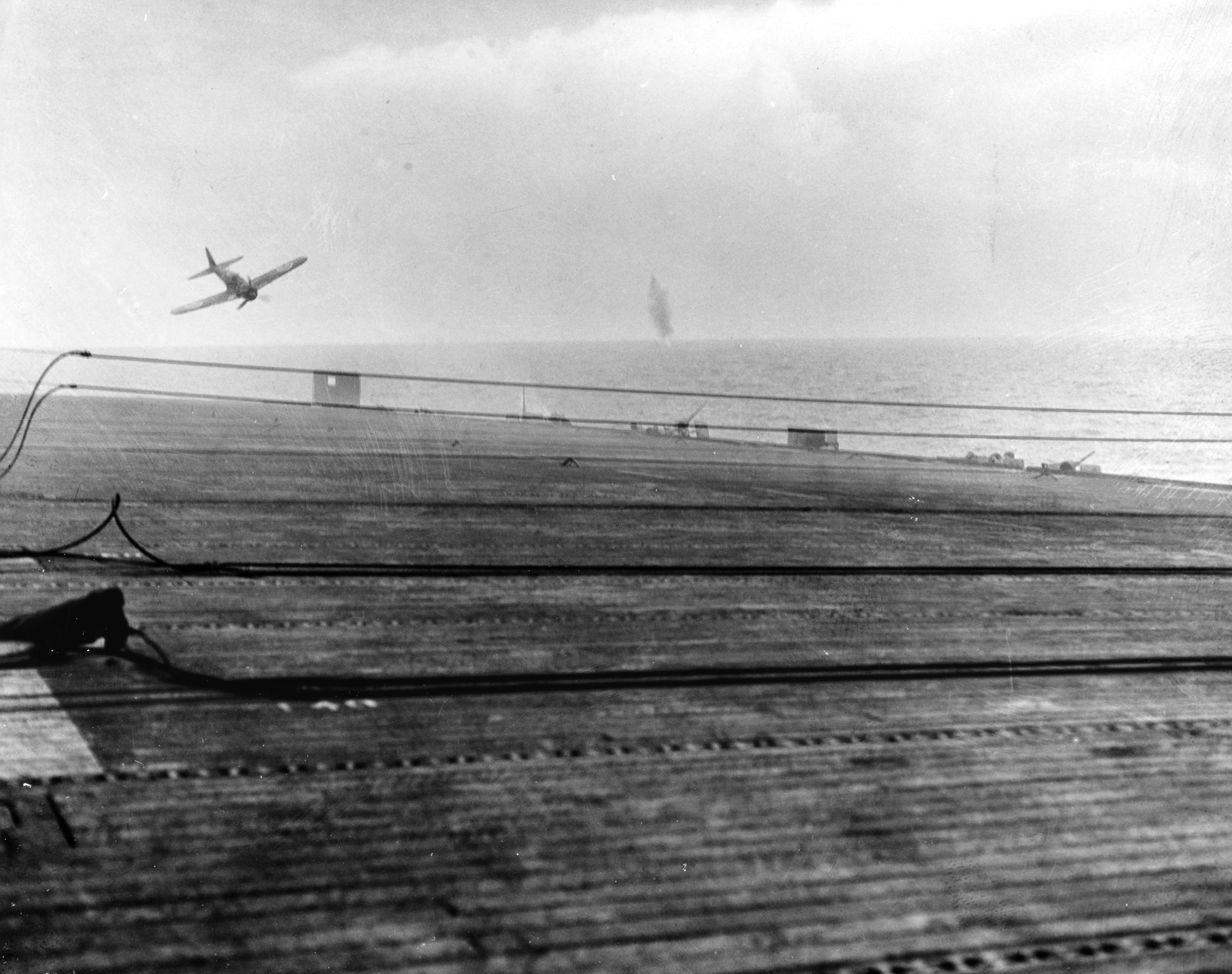
1944年10月25日、捷一号作戦（レイテ沖海戦）で護衛空母ホワイト・プレインズに突入する「敷島隊」の零戦

## 略歴
- 1925（大正14）年5月20日  愛媛県宇摩郡川滝村出身
- 1942（昭和17）年12月　佐世保海兵団入団
- 1943（昭和18）年3月　第十七期丙種海軍飛行予科練習生（岩国空）
- 1944（昭和19）年10月25日　神風特別攻撃隊敷島隊の5番機として出撃し戦死。享年19。
- 最終階級・海軍飛行兵曹長。
- 功五級金鵄勲章・勲七等青色桐葉章および感状を授かり軍神の称号を贈られた。

## 生い立ち
小学校の頃は何度も級長を務め、成績は一番であった。だが彼は、学業成績のことを両親には絶対言わず、通信簿も隠していた。貧しくて兄弟姉妹も多い家庭のため、進学は経済的に厳しく、両親を悩ませたくなかったからだという。教師の説得と父親の配慮で１年だけ新居浜工業学校に通い、住友機械工業に就職した。当時日本では、零戦の乗組員が必要だったため「飛行機乗りになりたい」と両親に話零戦搭乗人に志願した

## 戦後
愛媛県西条市の楢本神社に慰霊碑が建立され、毎年10月25日には、敷島隊が敵空母に突入した午前10時に海上自衛隊の航空機5機編隊が、慰霊のための編隊飛行を楢本神社上空で行なっている。また靖国神社には大黒の遺影が祀られている。靖国神社にある大黒の遺影には、最後の出撃直前にもかかわらず、ほがらかな笑顔を残している。